# 高田憂希
高田憂希（日语：／ Takada Yūki，1993年3月16日—）是日本的女性聲優，福岡縣北九州市出身。血型AB型。Mausu Promotion所屬。

## 人物
曾就讀代代木動畫學院福岡校，並是Mausu Promotion附屬養成所第28期生，2015年開始為Mausu Promotion的成員。
在劇場版動畫《魔兵驚天錄BLOODY FATE》中飾演維格利德的人們、乘客、魔界住人等角色為動畫出道作。
喜歡的作品是美少女戰士，尤其喜歡水手金星。

## 演出作品
※粗體字為主要角色。

### 電視動畫
2014年
- Blade & Soul（客C[8]）
- 少年好萊塢 -HOLLY STAGE FOR 49-（女子）
- Fate/stay night [Unlimited Blade Works][3]（學生們）

2015年
- 偶像學園（黑澤凜[3]、年輕女性、女性）
- 少年好萊塢 -HOLLY STAGE FOR 50-（歌迷[9]）
- 阿松（女學生）

2016年
- NEW GAME!（涼風青葉[10]）
- 夢幻慶典（片桐梓）

2017年
- 小林家的龍女僕（艾瑪）
- 武裝少女Machiavellianism（鬼瓦輪[11]）
- 時間支配者（ミーコ）
- NEW GAME! 2（涼風青葉）
- 夢幻慶典R（片桐梓）

2018年
- 三顆星彩色冒險（結衣[12]）
- 偶像活動Friends！（友希桃音、中學生粉絲）
- 偶像大師 灰姑娘女孩劇場 3rd SEASON（依田芳乃）
- 隔壁的吸血鬼美眉（吸血鬼妹）
- 終將成為妳（小糸侑[13]）
- 魔法禁書目錄III（蕾莎）
- 尤利西斯 貞德與鍊金騎士（菲利普[14]）
- 傀儡馬戲團（上田織江）

2019年
- 偶像學園Friends！〜閃耀的寶石〜（友希桃音）
- 偶像大師 灰姑娘女孩劇場 CLIMAX SEASON（依田芳乃）
- 鬼滅之刃
- 博多明太!麻辣子醬（聖子、客）
- 為了女兒，我說不定連魔王都能幹掉。（提歐）
- 偶像學園 on Parade！（黑澤凜）
- 星合之空（飛鳥光、女學生）

2020年
- A3! SEASON SPRING & SUMMER（行人）
- 〈Infinite Dendrogram〉-無盡連鎖-（巴比倫[15]）
- 少女前線 人形小劇場 -狂亂篇-（破壞者）
- 偶像學園 on Parade！（友希桃音）
- 達爾文遊戲（楓）
- 社長，戰鬥的時間到了！（補師）
- 輝夜姬想讓人告白？～天才們的戀愛頭腦戰～（小野寺麗）
- 弩級戰隊HXEROS（銀杏木與奈）
- 在地下城尋求邂逅是否搞錯了什麼III（蕾依）
- 前說！（凩真夏[16]）
- 眾神眷顧的男人（米賽莉亞）

2021年
- 堀與宮村（西貴子）
- 王之逆襲 意志的繼承者（蕾娜）
- 偶像學園Planet！（女子）
- 2.43 清陰高中男子排球社（女子高中生）
- 無職轉生～到了異世界就拿出真本事～（愛夏·格雷拉特）
- 小林家的龍女僕S（艾瑪）
- SELECTION PROJECT（當麻梨子、女子中學生A）
- 陰陽眼見子（まお）
- 世界頂尖的暗殺者轉生為異世界貴族（塔兒朵）
- 特斯拉筆記（梅田莉子）
- 吸血鬼馬上死（小雪）
- 異世界食堂2（帕肯）
- 境界戰機（不動璃子）

2022年
- 少女前線（破壞者）
- 女忍者椿的心事（蘿蔔[17]）
- 輝夜姬想讓人告白 －超級浪漫－（小野寺麗）
- 群青的開幕曲（女大學生）
- 機動戰士GUNDAM 水星的魔女（菲爾西·洛羅）
- 被勇者隊伍開除的馭獸使，邂逅了最強種的貓耳少女（娜塔莉）
- 忍之一時（上月汐音[18]）

2023年
- 物之古物奇譚（長月牡丹[19]）
- BULLBUSTER（白金美雪[20]）

2024年
- 戰國妖狐（小玉[21]）
- 怪人的沙拉碗（永繩友奈[22]）
- 無職轉生II～到了異世界就拿出真本事～（愛夏·格雷拉特[23]）

### 劇場版動畫
2013年
- 魔兵驚天錄BLOODY FATE（維格利德的人們、乘客、魔界住人[6]）

2014年
- Happiness Charge 光之美少女！人偶之國的芭蕾舞女（女性）

2016年
- 偶像學園！～被盯上的魔法偶活卡～（黑澤凜）

2025年
- 小林家的龍女僕 害怕孤獨的龍（艾瑪[24]）
- 偶像學園×星光樂園 THE MOVIE -相遇的奇蹟！-（黑澤凜[25]）

### 遊戲
2012年
- 聖火降魔錄 覺醒（塞爾裘、撒拉）

2014年
- 白貓Project（蜜柑·枳殼[26]）
- 東京七姐妹（天堂寺結[3]）

2015年
- 偶像學園！My No.1 Stage!（黑澤凜）
- 無夜國度
- 聖火降魔錄 if（夏拉）

2016年
- 偶像學園！寫真舞台！！（黑澤凜）
- 偶像大師 灰姑娘女孩（依田芳乃[27]）
- 偶像大師 灰姑娘女孩 星光舞台（依田芳乃[28]）
- jubeat Qubell（涼風青葉）

2017年
- NEW GAME! -THE CHALLENGE STAGE!-（涼風青葉[29]）
- BLUE REFLECTION 幻舞少女之劍（白井日菜子）
- 無雙☆群星大會串（環）
- 天華百劍-斬-（小龍景光[30]）
- 少女前線（SR-3MP）
- 少女與戰車 戰車道大作戰！（涼風青葉）
- 閃耀幻想曲（涼風青葉[31]）
- CLOSERS 日语版（米斯丁）

2018年
- 魔法电脑机战（蕾莎）
- 食之契約（酒釀丸子、草莓大福）
- 碧海晴空、彼岸相連（小笠原千紗[32]）
- 賽馬娘Pretty Derby（新光風[33]）

2019年
- LoveR（仲座露美[34]）
- 噬血代碼（凛·村雨[35]）
- 魔法禁書目錄 幻想收束（蕾莎）
- 聖火降魔錄 英雄雲集（塞爾裘、夏拉、撒拉）

2021年
- 蔚藍檔案（才羽綠）
- 白夜極光（普律瑪）

2023年
- 崩壞 星穹鐵道（停雲）
- 超異域公主連結 Re:Dive （媞雅）
- 明日方舟 （U-Official)

2024年
- 碧藍幻想 （琪琪莉）
- 鋼彈創壞者4（伶）[36]
- 崩壞：星穹鐵道（忘歸人）
- 白荆回廊（陽鈴）

### 廣播
2014年
- 動畫偵探團3（主持人[3]）

### 廣播劇CD
- 電視動畫「NEW GAME!」廣播劇CD 1－3（涼風青葉[37]）
- 繼母的拖油瓶是我的前女友 （南曉月）
- Swing！！（樋口楓）

## 唱片

### 角色歌
| 發售日   | 商品名稱                                                | 演唱名義 | 歌曲                                             | 備註                                           |
| 2016年   | 2016年                                                  | 2016年 | 2016年                                           | 2016年                                         |
| -------- | ------------------------------------------------------- | --- | ------------------------------------------------ | ---------------------------------------------- |
| 7月27日  |                                                         | fourfolium | 「」                                             | 電視動畫《NEW GAME!》片頭曲                    |
| 7月27日  | 「Shake!」                                              | fourfolium | 電視動畫《NEW GAME!》相關歌曲                    |                                                |
| 7月27日  | Now Loading!!!!                                         | fourfolium | 「Now Loading!!!!」                              | 電視動畫《NEW GAME!》片尾曲                    |
| 7月27日  | Now Loading!!!!                                         | fourfolium | 「」                                             | 電視動畫《NEW GAME!》相關歌曲                  |
| 9月28日  | NEW GAME! 角色歌CD Lv.1                                 | 涼風青葉（高田憂希）                                                                                             | 「春色Runway」                                   | 電視動畫《NEW GAME!》相關歌曲                  |
| 11月16日 | THE IDOLM@STER CINDERELLA MASTER Take me☆Take you       | THE IDOLM@STER CINDERELLA GIRLS!!                                                                                | 「Take me☆Take you」                             | 遊戲《偶像大師 灰姑娘女孩》相關歌曲            |
| 11月16日 | THE IDOLM@STER CINDERELLA MASTER Take me☆Take you       | THE IDOLM@STER CINDERELLA GIRLS for BEST5!                                                                       | 「」                                             | 遊戲《偶像大師 灰姑娘女孩》相關歌曲            |
| 2017年   |                                                         | |                                                  |                                                |
| 2月8日   |                                                         | [ 成員 4 ] | 「」                                             | 電視動畫《小林家的女僕龍》片尾曲               |
| 2月8日   | 「A DAY IN THE DRAGON'S LIFE」                          | [ 成員 4 ] | 電視動畫《小林家的女僕龍》相關歌曲               |                                                |
| 2月8日   | Now Singing♪♪♪♪                                         | fourfolium | 「」                                             | 遊戲《NEW GAME! -THE CHALLENGE STAGE!-》片頭曲 |
| 2月8日   | Now Singing♪♪♪♪                                         | fourfolium | 「」                                             | 遊戲《NEW GAME! -THE CHALLENGE STAGE!-》片尾曲 |
| 2月8日   | Now Singing♪♪♪♪                                         | 涼風青葉（高田憂希）                                                                                             | 「CONTINUE...?」                                 | 電視動畫《NEW GAME!》插入曲                    |
| 3月15日  | THE IDOLM@STER CINDERELLA MASTER 048 依田芳乃           | 依田芳乃（高田憂希）                                                                                             | 「」                                             | 遊戲《偶像大師 灰姑娘女孩》相關歌曲            |
| 7月26日  | STEP by STEP UP↑↑↑↑                                     | fourfolium | “STEP by STEP UP↑↑↑↑”                            | 电视动画《NEW GAME!》第二季片头曲              |
| 7月26日  | STEP by STEP UP↑↑↑↑                                     | fourfolium | “”                                               | 电视动画《NEW GAME!》第二季相关歌曲            |
| 7月26日  | JUMPin' JUMP UP!!!!                                     | fourfolium | “JUMPin' JUMP UP!!!!”                            | 电视动画《NEW GAME!》第二季片尾曲              |
| 7月26日  | JUMPin' JUMP UP!!!!                                     | fourfolium | “”                                               | 电视动画《NEW GAME!》第二季片尾曲              |
| 8月23日  | NEW GAME VOCAL STAGE 1                                  | 凉风青叶（高田忧希）                                                                                             | “Rainbow Days!!”                                 | 电视动画《NEW GAME!》第二季相关歌曲            |
| 8月23日  | NEW GAME VOCAL STAGE 1                                  | 凉风青叶（高田忧希）                                                                                             | “Green Leaves”                                   | 电视动画《NEW GAME!》第二季相关歌曲            |
| 9月27日  | NEW GAME!! Rank.1                                       | 凉风青叶（高田忧希）                                                                                             | “”                                               | 电视动画《NEW GAME!》第二季Blu-ray第一卷特典   |
| 2018年   |                                                         | |                                                  |                                                |
| 1月10日  | THE IDOLM@STER CINDERELLA GIRLS LITTLE STARS! Snow*Love | 市原仁奈（久野美咲）、及川雫（野口百合）、大槻唯（山下七海）、高森藍子（金子有希）、依田芳乃（高田憂希）         | 「Snow*Love」                                    | 電視動畫《偶像大師 灰姑娘女孩劇場》片尾曲      |
| 1月24日  |                                                         | [ 成員 5 ] | 「」                                             | 電視動畫《三顆星彩色冒險》片頭曲               |
| 1月24日  | 「」                                                    | [ 成員 5 ] | 電視動畫《三顆星彩色冒險》相關歌曲               |                                                |
| 1月24日  |                                                         | [ 成員 5 ] | 「」                                             | 電視動畫《三顆星彩色冒險》片尾曲               |
| 1月24日  | 「」                                                    | [ 成員 5 ] | 電視動畫《三顆星彩色冒險》相關歌曲               |                                                |
| 1月24日  | 初回盤                                                  | 結衣（高田憂希）                                                                                                 | 電視動畫《三顆星彩色冒險》相關歌曲               | 「」                                           |
| 1月24日  | 初回盤                                                  | 結衣（高田憂希）                                                                                                 | 電視動畫《三顆星彩色冒險》相關歌曲               | 「」                                           |
| 1月24日  | SINGin' SING UP♪♪♪♪                                     | 涼風青葉（高田憂希）、瀧本日富美（山口愛）                                                                       | 「Dreaming Stars」                               | 電視動畫《NEW GAME!!》相關歌曲                 |
| 2月21日  | 三顆星彩色冒險 角色歌系列01 結衣                        | 結衣（高田憂希）                                                                                                 | 「わたしのCOLOR(S)」「Happy★Pandemic」 「」 「」 | 電視動畫《三顆星彩色冒險》相關歌曲             |
| 2月23日  | NEW GAME!! 角色歌CD Rank.6                              | 涼風青葉（高田憂希）、八神光（日笠陽子）                                                                         | 「」                                             | 電視動畫《NEW GAME!!》相關歌曲                 |
| 3月14日  | THE IDOLM@STER CINDERELLA GIRLS STARLIGHT MASTER 15     | 依田芳乃（高田憂希）、小早川紗枝（立花理香）、道明寺歌鈴（新田日和）、濱口菖蒲（田澤茉純）、脇山珠美（嘉山未紗） | 「（M@STER VERSION）」                           | 遊戲《偶像大師 灰姑娘女孩 星光舞台》相關歌曲   |
| 4月11日  | THE IDOLM@STER CINDERELLA GIRLS MASTER SEASONS SPRING!  | 安娜史塔希亞（上坂堇）、五十嵐響子（種崎敦美）、依田芳乃（高田憂希）                                             | 「」                                             | 遊戲《偶像大師 灰姑娘女孩》相關歌曲            |

### 團體成員
1. 1 2  涼風青葉（高田憂希）、瀧本日富美（山口愛）、篠田初（戶田惠）、飯島結音（竹尾步美）
2. ↑  高垣楓（早見沙織）、三船美優（原田彩楓）、森久保乃乃（高橋花林）、島村卯月（大橋彩香）、安部菜菜（三宅麻理惠）、前川未來（高森奈津美）、依田芳乃（高田憂希）、本田未央（原紗友里）、佐藤心（花守由美里）
3. ↑  島村卯月（大橋彩香）、高垣楓（早見沙織）、三船美優（原田彩楓）、森久保乃乃（高橋花林）、依田芳乃（高田憂希）
4. ↑  托爾（桑原由氣）、神奈（長繩麻理亞）、艾爾瑪（高田憂希）、路科亞（高橋未奈美）
5. ↑  結衣（高田憂希）、小幸（高野麻里佳）、琴葉（日岡夏美）

## 外部連結
- 事務所公開簡歷 （页面存档备份，存于）（日語）
- 高田憂希的X（前Twitter）（日語）